# Attribut (Philosophie)
Der Ausdruck Attribut (lateinisch attributum, Partizip von attribuere ‚zuteilen‘) bezeichnet in der Philosophie eine (wesentliche) Eigenschaft im Sinn der Ontologie oder Logik.

## Attribut im logischen Sinn
In der Logik bezeichnet der Ausdruck „Attribut“ ein Prädikat bzw. einen Prädikator. Der Ausdruck „Attribut“ bezeichnet also sowohl einstellige Prädikatoren („Eigenschaften“) als auch Relationen, also n-stellige Prädikate.

## Attribut im Sinne der Ontologie

### Mittelalter
Die lateinische Scholastik verwendete den Ausdruck attributum allgemein im Sinne von Eigenschaft, Merkmal eines Dinges und meist spezifisch in Anwendung auf die göttlichen Eigenschaften. Dabei sprach beispielsweise Wilhelm von Ockham von Gottes Vollkommenheit als einer „attributalen Vollkommenheit“ (perfectio attributalis).
In der mittelalterlichen islamischen Theologie befasste man sich sehr ausführlich mit den „Attributen Gottes“ (ṣifāt Allāh). Als Attribute Gottes fasste man dabei nicht nur seine essentiellen Eigenschaften auf, sondern auch göttliche Handlungen, die im Koran durch auf Gott bezogene Verben repräsentiert sind und aus denen die Theologen attributiv gebrauchte Partizipien ableiteten (muḥyī, mumīt, razzāq). Von daher besteht eine inhaltliche Überschneidung zwischen den Attributen Gottes und den Schönen Gottesnamen.

### Neuzeit
Im neuzeitlichen Rationalismus sind die Attribute die wesentlichen Merkmale der Substanz, im Gegensatz zu den Modi oder Akzidentien.
Baruch de Spinoza (1632–1677) unterscheidet zwischen Substanz, Attribut und Akzidenz. Attribute sind bei ihm die wesentlichen Eigenschaften, die etwas notwendig haben muss, um seine Identität zu wahren. Akzidentien sind unwesentliche Eigenschaften, die auch fehlen können, ohne dass etwas seine Identität verliert.

„Unter Attribut (wesentliche Eigenschaft) verstehe ich dasjenige, was der Verstand an der Substanz als deren Wesen ausmachend erkennt.“

Nach Spinoza kommen der unendlichen Substanz unendlich viele Attribute zu, von denen wir nur zwei kennen: Denken und Ausdehnung, die das Wesen der göttlichen Substanz ausmachen.
Für René Descartes ist das Denken Attribut der Seele, die Ausdehnung Attribut der Körper.

## Abgrenzungen
Die Eigenschaft als das, was von einem anderen ausgesagt werden kann, steht im Gegensatz zu dem, was nicht von einem anderen ausgesagt werden kann. Das nennt man klassisch (erste) Substanz, moderner Individuum und neutraler Gegenstand. Ob diese Vorstellung nur sprachlich bedingt oder real ist, ist streitig. David Hume zum Beispiel glaubte, auf eine Trägersubstanz verzichten zu können. Nach ihm sind die Dinge nur bloße Bündel von Eigenschaften.
Die Ausdrücke Eigenschaft und Merkmal werden häufig synonym verwendet. Macht man Unterschiede, so akzentuiert man unterschiedlich: Zum einen sollen Merkmale die „sprachlichen Gebilde, die sich auf Eigenschaften beziehen“ sein. Andererseits unterscheidet Gottlob Frege „Eigenschaften“ von Gegenständen von den „Merkmalen“ der Begriffe:

„Unter Eigenschaften, die von einem Begriffe ausgesagt werden, verstehe ich natürlich nicht die Merkmale, die den Begriff zusammensetzen. Diese sind Eigenschaften der Dinge, die unter den Begriff fallen, nicht des Begriffes. So ist „rechtwinklig“ nicht eine Eigenschaft des Begriffes „rechtwinkliges Dreieck“; aber der Satz, dass es kein rechtwinkliges, geradliniges, gleichseitiges Dreieck gebe, spricht eine Eigenschaft des Begriffes „rechtwinkliges, geradliniges, gleichseitiges Dreieck“ aus; diesem wird die Nullzahl beigelegt.“

Nach Frege kann also auch ein Begriff Eigenschaften haben. Es ist also zwischen den Merkmalen und den Eigenschaften eines Begriffs zu unterscheiden. Prominente Anwendung dieser Unterscheidung ist der Begriff der Existenz. Für Frege ist die Existenz die Eigenschaft eines Begriffes, nicht leer zu sein. Eigenschaften von Begriffen sind aber auch die Beziehungen zu anderen Begriffen, ihre Inklusion und Exklusion, ihre Komposition und Dekomposition, ihre Widerspruchsfreiheit oder Konsistenz.

## Einteilungen
Die Einteilungen der Attribute hängen von der jeweils zugrunde gelegten Theorie der Eigenschaft und ihrer ontologischen Verpflichtungen ab.
Traditionell werden Eigenschaften in essentielle und akzidentelle Eigenschaften unterteilt. Wesentliche Eigenschaften eines Objekts sind Eigenschaften, die das Objekt, sofern es existiert, aufweisen muss. So ist zum Beispiel die Eigenschaft "Lebendigsein" für ein Lebewesen eine wesentliche Eigenschaft. Für Erkenntnistheorien, die die Existenz solcher wesentlicher Eigenschaften annehmen, sind diese das hauptsächliche Ziel der Erkenntnis. Terminologisch herrscht Vielfalt:
Statt von akzidentellen Eigenschaften spricht man auch von unwesentlichen, kontingenten Eigenschaften oder von Akzidentien. In der aktuellen philosophischen Debatte herrscht keine Einstimmigkeit darüber, welche Eigenschaften essentielle Eigenschaften sind. Die Unterteilung in essentielle und akzidentelle Eigenschaften hat weitreichende Konsequenzen für eine Vielzahl von philosophischen Fragestellungen. Traditionell bezeichnet „Attribut“ eine wesentliche Eigenschaft, die Ausdrücke „Eigenschaft“ und „Attribut“ werden aber heute meist als Synonyme verwandt.
Für die empiristische Philosophie des 17. Jahrhunderts war die Unterscheidung von primären und sekundären Eigenschaften von Bedeutung, wie sie von John Locke vertreten wurde. Nach George Berkeley sind alle Eigenschaften als sekundär, was er damit begründet, dass die Eigenschaften als Resultat der subjektiven Wahrnehmung und Empfindung im Bewusstsein entstehen würden. Als primär galten die "objektiven" Eigenschaften der Größe und der Form, als sekundär die Eigenschaften wie Farbe und Geschmack. Ob diese Unterscheidung sinnvoll ist, hängt von der zugrunde gelegten Erkenntnistheorie ab.
Eigenschaften werden als einstellige logische Prädikate in der Logik Beziehungen (Relationen) gegenübergestellt. Für die moderne Logik besteht kein grundsätzlicher Unterschied: die klassischen Eigenschaften entsprechen einstelligen Prädikaten, die Relationen sind mehrstellige Prädikate, die relationale Eigenschaften zum Ausdruck bringen.
Mitunter wird von empirischen Eigenschaften als „reale Qualitäten eines Objekts […], die man durch Verfahren wie Beobachten, Messung etc. feststellen kann“ gesprochen und diese von logischen Eigenschaften und subjektiven Wertzuschreibungen abgegrenzt.
Ob es sinnvoll ist, komplexe und einfache Eigenschaften zu unterscheiden, ist umstritten.

### Eigenschaft, Prädikation und Klassifizierung
Wie die Definition von Frege zeigt, kann man den Begriff der Eigenschaft aus dem Begriff des (logischen) Prädikats bzw. der Prädikation gewinnen: Eigenschaft ist das, was von etwas ausgesagt werden kann. So bedeutet Otto ist groß.: Otto hat die Eigenschaft der Größe bzw. Das Individuum Otto fällt unter den Begriff der Größe oder Das Prädikat 'Größe' kann vom Individuum Otto ausgesagt (prädiziert) werden.
Die Eigenschaft ist die „Bestimmung eines Gegenstandes, die diesen als zu einer Klasse von Gegenständen zugehörig ausweist“. In der einfachen Prädikatenlogik „geben Prädikate Eigenschaften bzw. Intensionen an, mit deren Hilfe dann Gegenstände usw. weiter in Klassen zusammengefasst werden“. Dies ermöglicht vor allem, die Dinge und Prozesse in ihrem universellen Zusammenhang einzeln oder in Klassen zum Zwecke der Erklärung und Auflistung zu unterscheiden. Die Eigenschaften resultieren aus der Beschaffenheit des Objektes und aus der Art der Wechselwirkung mit anderen Objekten.

### Klassifizierung von Objekten
Die festgestellte Gleichheit zweier oder mehrerer Objekte bezüglich einer Eigenschaft besagt noch nichts im Hinblick auf die Gleichheit oder Ungleichheit dieser Objekte hinsichtlich anderer Eigenschaften aus (siehe auch Identität). Objekte mit einer oder mehreren gleichen Eigenschaften (das heißt wesentlichen Eigenschaften, die eine Bestimmtheit beziehungsweise Unterscheidung zulassen) lassen sich zu entsprechenden Objektklassen vereinigen. Dabei sind theoretisch drei Fälle zu unterscheiden:
1. Die Objekte verfügen über einen endlichen Katalog von Eigenschaften. Die zu konstituierende Objektklasse soll alle Eigenschaften berücksichtigen. Dies führt zwangsläufig zur Ununterscheidbarkeit aller merkmalsgleichen Objekte einer Klasse.
2. Die Objekte verfügen über einen endlichen Katalog von Eigenschaften, aber die zu konstituierende Objektklasse soll lediglich einen Teil dieser Eigenschaften berücksichtigen. Dies gestattet die Unterscheidung merkmalsgleicher Objekte einer Klasse auf Grund der in der Klassifizierung nicht berücksichtigten Eigenschaften.
3. Die Objekte verfügen über einen mindestens potentiell unendlichen Katalog von Eigenschaften. Jede zu konstituierende Objektklasse kann aber bei der Realisierung lediglich einen endlichen Teil dieser Eigenschaften berücksichtigen. Bei zusätzlich angenommener Nichtwiederholbarkeit eines in allen Merkmalen gleichen Objekts (das heißt solch ein Objekt mit den gleichen Eigenschaften existiert in jeder Objektklasse genau einmal) ist die Individualisierbarkeit der Objekte gesichert.

Da vielen Positionen zufolge jedes Ding unendlich viele Eigenschaften hat, kommt praktisch nur der dritte, schwierige Fall in Frage.

## Probleme bei der Erkenntnis von Eigenschaften
Im Erkenntnisprozess muss das Erkenntnissubjekt auf das Erkenntnisobjekt einwirken (das heißt als notwendige Voraussetzung des sinnlichen Erkennens). Die Objekte werden auf Grund gemeinsamer Eigenschaften theoretisch zu Klassen vereinigt. Einzelne Repräsentanten dieser Klassen werden praktisch beobachtet, mit ihnen wird unter entsprechenden Bedingungen experimentiert. In der Theorie werden die bei jeder Klassenbildung unterstellten Idealisierungen beibehalten, teilweise noch präzisiert. Die auf diesem Wege erkannten Eigenschaften sind daher nicht zwangsläufig mit denen von Objekten außerhalb der entsprechenden Erkenntnissituation identisch. Man nimmt dennoch allgemein an, dass der Mensch die Eigenschaften von Objekten relativ sicher feststellen kann.